# Max Valier
Max Valier (Bolzano, 9 februari 1895 – Berlijn, 17 mei 1930) was een Oostenrijkse raketpionier. Hij was mede-oprichter van de Duitse Verein für Raumschiffahrt (VfR).

## Studie en publicaties
Valier studeerde vanaf 1913 natuurkunde aan de universiteit van Innsbruck, maar moest door het uitbreken van de Eerste Wereldoorlog zijn studie onderbreken. Hij diende tijdens de oorlog in de Oostenrijks-Hongaarse luchtmacht. Na de oorlog vervolgde hij niet zijn studie, maar werd hij freelance-wetenschapsschrijver. In 1923 las hij een boek dat zijn belangstelling voor ruimtevaart voedde: Hermann Oberths boek  Die Raketen zu den Planetenräume. Hij besloot een boek te schrijven waarin hij de ideeën van Oberth voor de leek uitlegde en kwam in 1924, in samenwerking met Oberth, met Der Vorstoss in den Weltenraum, dat een groot succes werd. Daarna schreef hij nog talloze artikelen over ruimtevaart.

## Eerste experimenten
In 1928 en 1929 werkte hij met Fritz von Opel aan enkele auto's en vliegtuigen, voortgedreven door raketten. Voor Opel waren dat publiciteitsstunts voor de Opel-onderneming, voor Valier een manier om het grote publiek voor raketten te interesseren. Friedrich Sander droeg bij aan de vaste brandstof-motoren. Eind jaren twintig richtte de VfR haar aandacht op raketten, voortgedreven door vloeibare brandstof. De eerste succesvolle testlancering van zo'n raket had plaats in de fabriek van Heylandt, op 25 januari 1930.

## Sponsor
De activiteiten van Valier trokken de belangstelling van dr. Paul Heylandt. Deze was eigenaar van een fabriek voor industriële gassen, waaronder zuurstof. Valier kreeg het aanbod bij hem te komen experimenteren. Weliswaar ontving hij hiervoor geen salaris, maar mocht een bedrag tot 6000 mark spenderen voor de bouw en testen van raketten op het fabrieksterrein. Dat was in die tijd een behoorlijk bedrag en Valier greep deze kans aan. Wel vonden deze proeven om veiligheidsredenen plaats tijdens de nachtelijke uren of in het weekend, zodat er niet te veel slachtoffers vielen als een test mislukte en een prototype explodeerde. Veel assistentie kreeg hij hierbij overigens niet. Naast Walter Riedel (een fabriekstechnicus) en een mechanicien moest hij het zelf uitzoeken.

## Rak 6/7
Op 8 maart 1930 testte Valier een niet-gekoelde motor, die een stuwkracht ontwikkelde van 8 kg en ethylalcohol en vloeibare zuurstof als brandstoffen gebruikte. Deze werd vervolgens ingebouwd in het chassis van de Rak 6. Hiermee had Valier al eerder mee rondgereden op het fabrieksterrein, maar dan op samengeperst koolzuurgas. Medio maart bouwde men een andere raketmotor met een stalen wand in, waarna de auto werd aangeduid als Rak 7. Na testen werd de motor gedemonteerd en gewijzigd; diens stuwvermogen varieerde tussen de 2 en 30 kg. Vervolgens bouwde men de motor weer in, waarna op 19 april 1930 op vliegveld Tempelhof te Berlijn een demonstratie plaatsvond. De motor vertoonde een roodachtige en rokerige vlam, hetgeen wees op onvolledige verbranding van de brandstof.
Op 30 april van dat jaar maakte Valier de eerste test-rit met een raket-auto, voortgedreven door vloeibare brandstof, de Valier-Heylandt Rak 7.

## Overlijden tijdens test
Nog geen maand later kwam Valier om het leven toen een raketmotor tijdens een test explodeerde. Op zaterdagavond 17 mei wilden Valier samen met enige collegae een nieuwe motor op de proefbak testen. Reden hiervoor was de naderende Luchtvaartweek in Berlijn, waar zij dit prototype wilden demonstreren. 
Deze motor werkte op een mengsel van diesel en water, een oorspronkelijke uitlaat van 28 mm die Valier opvoerde tot 40 mm en al twee keer eerder een geslaagde test aflegde. Dit keer probeerde Valier 100 kg stuwkracht te bereiken.
De motor maakte zoveel lawaai dat spreken zinloos bleek; men communiceerde door middel van gebarentaal. Dit was noodzakelijk om brandstoftoevoer en leidingdruk voortdurend af te regelen, daar deze vroege types verbrandingskamers de sterke neiging hadden om vooral bij hogere druk door te branden. Nadat de druk was verhoogd tot 7 bar liep de motor erg onregelmatig. Even later ontplofte hij en een scherp stalen brokstuk doorboorde Valiers aorta. Een van zijn collegae verleende eerste hulp, terwijl de ander naar het wachthuisje van de fabriek holde (telefoon was nog niet overal aanwezig) om medische hulp in te roepen. Tevergeefs: Valier was doodgebloed toen hij in de hal terugkeerde. Zijn protegé Arthur Rudolph zou later met een verbeterde en veiligere versie komen.
Max Valier wordt in Zuid-Tirol nog steeds geëerd als een van de grootste uitvinders en wetenschappers van de provincie. Enkele instituten dragen zijn naam, waaronder een sterrenwacht.

## Trivia
In 2017 lanceerde India de lichte Max Valier-satelliet (15 kg), ten behoeve van de röntgenastronomie.
- Biblioteca Nacional de España: XX4887267
- Gemeinsame Normdatei: 118625993
- International Standard Name Identifier: 0000 0000 2426 9689
- Library of Congress Control Number: n85823523
- Nationale Bibliotheek van Tsjechië: mzk20201096402
- Nationale Bibliotheek van Israël: 987007279586205171
- Nederlandse Thesaurus van Auteursnamen: 160105587
- SNAC: w6pz9sn4
- Virtual International Authority File: 311201603